# Neodexiopsis equator
Neodexiopsis equator är en tvåvingeart som beskrevs av John Otterbein Snyder 1958. Neodexiopsis equator ingår i släktet Neodexiopsis och familjen husflugor.
Artens utbredningsområde är Ecuador. Inga underarter finns listade i Catalogue of Life.